# Chạy trốn
Chạy trốn (được trình bày như ...chạy trốn) là album phòng thu đầu tay của ca sĩ Tùng Dương. Album được ra mắt vào tháng 7 năm 2004. Đây là sự hợp tác giữa Tùng Dương và nhạc sĩ Lê Minh Sơn – người vừa sáng tác toàn bộ 7 ca khúc, vừa là nghệ sĩ thu âm và nhà sản xuất của album. Hầu hết các ca khúc có trong Chạy trốn là những bài hát mà Tùng Dương đã thể hiện vô cùng thành công trong cuộc thi Sao Mai điểm hẹn mùa đầu tiên (2004) mà ở đó anh đã giành giải Nhất từ Hội đồng nghệ thuật. 
Với Chạy trốn, Tùng Dương được đề cử giải "Album của năm" và góp phần giúp anh vinh dự được trao giải "Ca sĩ của năm" tại Giải tiền Cống hiến (2004). Album cũng là một phần trong liveshow Tùng Dương – Thập kỷ hoan ca tổ chức ngày 12 và 13 tháng 12 năm 2015 tại Cung Văn hóa Hữu nghị Hà Nội, kỷ niệm 10 năm sự nghiệp của ca sĩ Tùng Dương.

## Hoàn cảnh ra đời
Trước Sao Mai điểm hẹn 2004, Tùng Dương là một ca sĩ trẻ theo học tại Nhạc viện Hà Nội dưới sự dẫn dắt của Nghệ sĩ Nhân dân Quang Thọ. Anh có được một số giải thưởng cao, như Giải ba cuộc thi Giọng hát trẻ Hà Nội vào năm 1999, giải ba năm 2001 và Giải nhất cuộc thi Giọng hát hay Hà Nội năm 2003
Sao Mai điểm hẹn là một làn gió mới, phóng khoáng và tươi trẻ thổi vào các cuộc thi, liên hoan tiếng hát truyền hình. Đó là lần đầu tiên trong lịch sử các cuộc thi ca hát, khán giả được quyền lựa chọn tài năng cho mình. Tại cuộc thi này, Tùng Dương trình bày tổng cộng 10 ca khúc và 8 trong số đó là những ca khúc sáng tác bởi Lê Minh Sơn – một nhạc sĩ ít người biết tới trước chương trình này (2 ca khúc còn lại là "Đen và trắng" và "Quê nhà" đều sáng tác bởi Trần Tiến). "Ôi quê tôi" chính là ca khúc tiêu biểu của Tùng Dương khi anh trình bày nó vô cùng thành công tại cả đêm thi đầu tiên lẫn đêm thi chung kết.
Tùng Dương không giành Giải thưởng do Khán giả bình chọn (Kasim Hoàng Vũ) nhưng anh có được Giải khán giả bình chọn qua báo Vietnamnet và giải thưởng quan trọng nhất – Giải Ca sĩ xuất sắc nhất từ Hội đồng nghệ thuật của chương trình, kèm với đó là phần thưởng một khóa đào tạo ngắn hạn về nghệ thuật trình diễn tại nước ngoài. Một album thương mại được 2 nghệ sĩ quyết tâm sản xuất nhằm phục vụ nhu cầu của khán giả, cũng như đưa tên tuổi mình ra mắt công chúng. Tuy nhiên, họ đã loại bỏ 2 ca khúc "Guitar cho ta" và "Hồng môi", thay vào đó bổ sung một ca khúc mới làm tiêu đề cho album, "Chạy trốn".
Khao khát thể hiện jazz, một thể loại nhạc không phổ biến tại Việt Nam (không nằm trong hạng mục thi của Sao Mai điểm hẹn), Tùng Dương quyết tâm mang âm nhạc này vào album đầu tay với những ấp ủ "có một chút riêng gì đấy của âm nhạc dân gian Việt Nam". Bản thân nhạc sĩ Lê Minh Sơn cũng cho rằng Tùng Dương là giọng nam phù hợp nhất để trình diễn các ca khúc của anh.
Một nửa số ca khúc được ban nhạc Làn sóng xanh phối khí, còn lại do nhạc sĩ trẻ Trần Mạnh Hùng – giảng viên Nhạc viện Quốc gia phụ trách. Lê Minh Sơn tham gia vào quá trình trình diễn và thu âm album. Tùng Dương chia sẻ: "Đôi lúc cũng thấy mệt, nhưng thú thật Dương chưa bao giờ có cảm giác chán nản. Bởi Dương nghĩ CD đầu tiên càng làm kỹ bao nhiều thì càng tốt bấy nhiêu và công chúng chắc cũng đón nhận nhiệt tình."

## Danh sách ca khúc
Tất cả các ca khúc được viết bởi Lê Minh Sơn.
| STT | Nhan đề                | Thời lượng |
| --- | ---------------------- | ---------- |
| 1.  | "Yêu"                  | 5:35       |
| 2.  | "Chạy trốn"            | 6:08       |
| 3.  | "Trăng khuyết"         | 5:31       |
| 4.  | "Lửa mắt em"           | 4:36       |
| 5.  | "Trăng khát"           | 4:28       |
| 6.  | "Đến bên anh dịu dàng" | 5:27       |
| 7.  | "Ôi quê tôi"           | 6:07       |

## Phát hành và đón nhận của công chúng
Báo Thể thao & Văn hóa nói về album là "tập hợp những bản tình ca day dứt và thiêu đốt". Báo Dân trí nói về album là một sự "dung dị", khác hẳn với những album sau này của Tùng Dương.
Sau Chạy trốn, Tùng Dương bắt đầu một sự nghiệp vô cùng thành công. Tuy nhiên, đây cũng là lần cuối cùng anh thu âm các giai điệu của Lê Minh Sơn cho album cá nhân, nhưng vẫn tham gia vào các dự án của nhạc sĩ này (như album Một khúc sông Hồng, 2005). "Tôi có một lời nói, đó là tôi tạm ngưng hát những bài của anh Sơn một thời gian chứ không phải không hát. Có những thông tin xung quanh chuyện đó, nhưng mọi người ở ngoài không hiểu, quan hệ của tôi và anh Lê Minh Sơn vẫn rất tốt, không có chuyện gì ồn ào", anh nói.
Tại Giải tiền Cống hiến (2004), dù không thể đạt được giải "Album của năm" song Tùng Dương cũng vượt qua diva Thanh Lam cùng 2 ca sĩ trẻ là Mỹ Tâm và Kasim Hoàng Vũ để được vinh dự trao giải "Ca sĩ của năm". Album cũng góp phần giúp Lê Minh Sơn giành "Nhạc sĩ của năm" tại lễ trao giải này. Sau đó, Chạy trốn giành Giải Mai vàng 2006 cho album xuất sắc nhất của năm.